# Aurelio Lomi

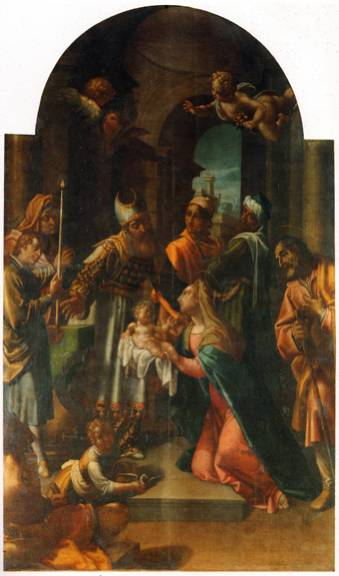
La présentation au temple.

Aurelio Lomi (Pise, 1556-1622) est un peintre italien baroque, actif en Toscane de la fin du XVIe au début du XVIIe siècle.

## Biographie
Aurelio Lomi étudie avec les peintres Bronzino et Lodovico Cigoli. Il peint à Pise, à Florence, à Rome et à Gênes.
Il réalise nombre de fresques de la chapelle Pinelli de l'église Santa Maria in Vallicella de Rome :
- Scènes de la vie de la Vierge et Scènes de l'enfance de Jésus sous l'arche,
- Dormitio Virginis, Couronnement de la Vierge Marie et Funérailles de la Madone sur la voûte
- Rébecca et Eléazar et Yaël et Sisera sur les parois.

Son demi-frère Orazio Gentileschi a été son élève comme Orazio Riminaldi, Simone Balli, Domenico Fiasella, Pietro Gnocchi, et Augustin Montanari.

## Œuvres
- Saint Antoine de Padoue, église Saint François di Castelletto de Gênes
- Résurrection et Jugement dernier, Santa Maria in Carignano
- La Naissance de la Vierge, à l'église San Siro de Gênes
- Déposition de croix
- Le Miracle de Saint Cassien, Basilique San Frediano, Lucques

### À Pise
- la Vierge et les anges, au palais Gambacorti
- Saint Jérôme, cathédrale du Campo dei Miracoli (1595)
- Virtù, Chiesa di San Michele in Borgo
- Adoration des mages, Chiesa di San Frediano
- Peintures, Chiesa di Santa Apollonia
- Trionfo di San Tommaso (1363), Chiesa di Santa Caterina d'Alessandria
- Madonna con Bambino tra i Santi Giuseppe e Stefano (1593), Chiesa di Santo Stefano dei Cavalieri
- Chiesa di San Silvestro